# Qilin (stad)
Qilin is een stad in de provincie Yunnan in het zuiden van China. Qilin  is een autonome county in de prefectuur Kunming met een duidelijke groep Yi-bewoners. 
De county heeft 230.000 inwoners en een oppervlakte van 1725 km².
Het gebied is een toeristische trekpleister dankzij belangrijke karstformaties: het 'stenen woud'. In 2007 werd het gebied erkend als Werelderfgoed door de UNESCO.